# Andrzej Pasiorowski
Andrzej Pasiorowski, né le 4 mai 1946, à Rawa Mazowiecka, en Pologne, est un ancien joueur polonais de basket-ball. Il évolue durant sa carrière au poste de pivot.

## Palmarès
- Coupe de Pologne 1971, 1974